# Sound (Lerwick)

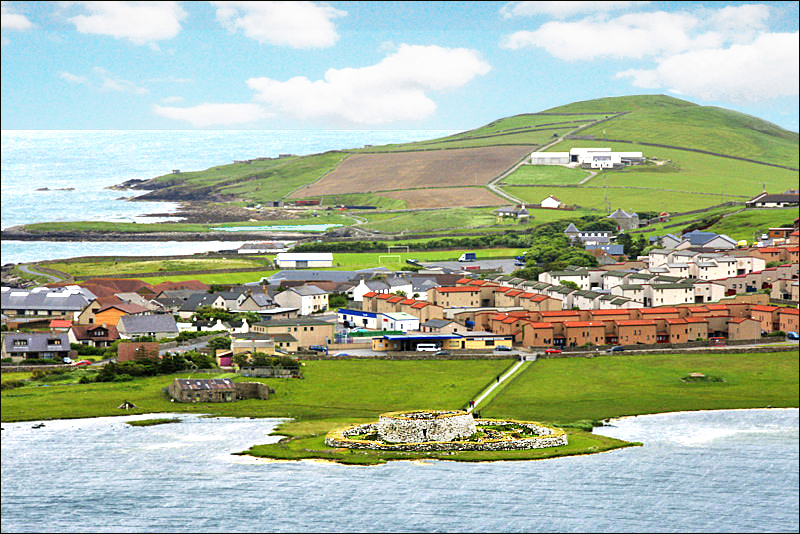
Blick von Nordosten auf Sound

Sound ist eine Ortschaft, die im Süden der zu Schottland zählenden Shetlands liegt.

## Geographie
Sound liegt am nördlichen Ende der Bucht Voe of Sound und hatte ursprünglich eine eigenständige Siedlung gebildet. Es ist heute ein Stadtteil von Lerwick, deren Stadtzentrum zwei Kilometer von Sound entfernt in nordöstlicher Richtung liegt. Im Nordwesten wird Sound überragt vom 128 Meter hohen South Staney Hill. Ein Gewässer in der Nähe ist die Bucht Brei Wick im Osten, die vom Voe of Sound durch die Halbinsel Ness of Sound im Süden getrennt wird. Hinzu kommt der See Clickimin Loch im Nordosten.

## Historisches
Im Rahmen der historischen Gliederung Schottlands in Civil Parishes zählt Sound zu Lerwick.